# Горишние Плавни
Гори́шние Пла́вни (укр. Горішні Плавні; до 2016 года — Комсомо́льск) — город в Полтавской области Украины. Входит в Кременчугский район и в Кременчугскую агломерацию. До 2020 года был городом областного значения, составлявшим Горишнеплавнинский (до 2016 года Комсомольский) городской совет, в который входил также Дмитровский сельский совет. Важный промышленный центр страны. В городе находится один из самых больших карьеров в Европе.

## Географическое положение
Горишние Плавни находятся в юго-западной части Полтавской области, на левом берегу Каменского водохранилища, образованного на Днепре плотиной Среднеднепровской ГЭС, между городом Кременчуг (расположен выше по течению на расстоянии в 11 км) и селом Келеберда (лежит ниже по течению на расстоянии в 4 км). Город расположен в месте богатых залежей железной руды.

### Рельеф
Русло водохранилища в районе города сильно изрезано, что способствовало возникновению множества лиманов и небольших островов. Город с трех сторон окружен реками Псёл и Днепр, а также водами залива Барбара. Помимо этого, к нему примыкают отстойники крупных размеров, вплоть до 12 км².

## История
Земли, на которых расположены Горишние Плавни, обжиты с древнейших времён. В IV—III тысячелетиях до н. э. тут происходило формирование индоевропейской культурно-исторической общины. В IV—I века до н. э. здесь проживали племена скифов, сарматов, готов и ранних славян.
В годы Великой Отечественной войны осенью 1943 года здесь проходил первый этап битвы за Днепр — Черниговско-Полтавская наступательная операция, шли жестокие бои с участием 252-й и 299-й Харьковской стрелковой дивизии, 84-й стрелковой дивизии, 89-й гвардейской стрелковой дивизии, 92-й гвардейской стрелковой дивизии, 116-й стрелковой дивизии, 233-й стрелковой дивизии, 375-й стрелковой дивизии и многих отдельных соединений.
Начало исследований Кременчугской магнитной аномалии учёным магнитологом Петром Армашевским и исследователем естественных наук Владимиром Вернадским относится ко второй половине XIX века. В 1928 году недалеко от Кременчуга ленинградский геофизик Андрей Строна нашёл многокилометровый подземный кряж, который состоял из девяти месторождений железистых кварцитов и богатых железных руд. Через 25 лет, в середине 1950-х годов, доктор геолого-минералогических наук Николай Доброхотов, объединив результаты предыдущих исследований, пришёл к выводу о целесообразности разработки месторождений.
Работы по строительству вахтового посёлка начались 29 ноября 1960 года силами рабочих УНР-449. В 1961 году на месте большой магнитной аномалии возник рабочий посёлок городского типа Комсомольск, созданный при Днепровском горно-обогатительном комбинате (сейчас Полтавском) для разработки залежей железной руды. Основан на месте бывших хуторов и сёл Горишние Плавни или Горишняки (в районе отвалов карьера), Бурдеи, Пашки, Тищенки), Искра (в р-не карьера)). На новостройку ехали со всех концов страны, это были и молодёжь, и люди старшего поколения. Основная масса строителей прибывала организованными отрядами. 12—24 января 1961 года на станцию Редуты прибыли первые отряды полтавчан (50 человек), 28 января — 49 комсомольцев из Днепропетровска, в начале февраля — группы из Киева и Львова. Прибывающих на строительство расселяли по окрестным хуторам и сёлам. А с апреля по октябрь этого же года первопроходцы жили в палатках, прокладывали подъездные пути к строительной площадке, строили дома. Под фундамент первого дома каменщики бригады Ивана Забоборова заложили символическое письмо для последующих поколений, призывая укреплять свои традиции.
24 апреля 1972 года получен статус города районного подчинения, а 6 апреля 1977 года — областного подчинения.
19 мая 2016 года Верховная Рада переименовала город Комсомольск в Горишние Плавни (русское значение Верхние Плавни).

## Население
Динамика изменения численности населения города:
| Год  | Население |
| ---- | --------- |
| 1970 | 14555     |
| 1979 | 37909     |
| 1989 | 51645     |
| 2001 | 51740     |
| 2015 | 52098     |
| 2019 | 51215     |

По данным переписи 2001 года украинцы составляли 78,39 % населения города, русские — 19,55 %.

### Языковой состав
Родной язык населения по данным переписи 2001 года:
| Язык       | Численность, чел. | Доля     |
| ---------- | ----------------- | -------- |
| Украинский | 37 413            | 72,18 %  |
| Русский    | 14 101            | 27,21 %  |
| Другое     | 318               | 0,61 %   |
| Итого      | 51 832            | 100,00 % |

Украинский язык является единственным официальным и основным языком города.
Вторжение России на Украину спровоцировало новую волну украинизации в городе, всё больше людей предпочитают говорить на украинском языке.
По данным Государственной службы статистики Украины в 2023/24 учебном году все 134 575 учащихся в учреждениях общего среднего образования в Полтавской области обучались в украиноязычных классах.

## Административное деление
В состав города входит Дмитровский сельский совет с близлежащими сёлами Базалуки, Волошино, Гора, Дмитровка, Кияшки, Солонцы и Кузьменки, комитет самоорганизации частной застройки Триада21 -Золотнище. Поддубный, Низы.

## Геральдика
Флаг города представляет собой прямоугольное полотнище синего цвета, разделённое на две неравные части горизонтальной белой полосой, которая символизирует Днепр (река, на которой расположен город). В центре верхней части, на фоне жёлтого круга, расположено стилизованное изображение начальной буквы имени города. Буква «К» имеет вид ласточки, а также напоминает Знак Княжеского Государства Владимира Великого.
Герб города отображает его географическое положение и основную производимую здесь продукцию. Он представляет собой голубой щит с изображением волн в верхней его части и красного треугольника, с сосновыми ветвями внутри, на фоне жёлтого круга — в нижней. Волны и сосновые ветви указывают на расположение города на берегу Днепра вблизи леса; красный треугольник и жёлтый круг символизируют железную руду и окатыш соответственно.

## Экономика
Горишние Плавни являются промышленным городом. Специфику города определяет добывающая и трикотажно-швейная промышленность. Структурно промышленность состоит из 7 отраслей: горнодобывающая, химическая, машиностроительная, деревообрабатывающая, производства строительных материалов, лёгкая и пищевая промышленность. Среди наиболее перспективных в регионе направлений туризма следует отметить следующие: историко-познавательный, промышленный, рекреационный, «зелёный».

### Промышленность
Одним из крупнейших предприятий города является частное акционерное общество (ЧАО) «Полтавский горно-обогатительный комбинат» (ПГОК), основанный на базе мощного горнодобывающего комплекса железной руды и производящий 12 млн тонн окатышей в год. В городе также расположены Рыжевский, Редутский и Шматковский гранкарьеры, хлебозавод, трикотажные фабрики, завод по переработке изношенных шин, различные сельскохозяйственные фермы.

### Транспорт
К городу от железной дороги Кременчуг-Полтава (станция Потоки) ведёт отдельная железнодорожная ветка, станции Поддубное и Золотнишино. Со станции Золотнишино ранее осуществлялось пригородное пассажирское сообщение с Кременчугом и Полтавой, а также станция обслуживает местный комбинат. В городе функционирует автовокзал, в основном внутриобластного сообщения. Через Горишние Плавни проходит автомобильная дорога Т-1711.

## Культура и искусство
Для отдыха жителей в городе имеется Дворец Культуры и Творчества на 1100 мест. В городе проходит несколько фестивалей, пользующихся популярностью у туристов, такие как фестиваль детского и юношеского творчества «Днепровская волна» (укр. «Дніпрова хвиля»), исторический фестиваль «Казацкие сурмы» (укр. «Козацькі сурми»), рок-фестиваль «Шаг навстречу» (укр. «Крок назустріч»), международный фольклорный фестиваль «Калиновое лето на Днепре» (укр. «Калинове Літо На Дніпрі») под эгидой украинской секции CIOFF. В последнем принимают участие творческие коллективы из многих стран мира, таких как Украина, Россия, Турция, Соединённые Штаты Америки, Израиль, Индия, Польша, Сербия, Италия, Испания, Япония, Китай, Мексика. Открывается он большим праздничным концертом на площади перед Дворцом Культуры и Творчества. На следующий день эти коллективы дают представления на различных предприятиях города. Затем они в течение недели разъезжают с концертной программой по другим городам и сёлам Украины. После этого артисты снова собираются в Горишних Плавнях и дают заключительный концерт, после которого в подарок гостям и жителям города следует фейерверк.

## Образование

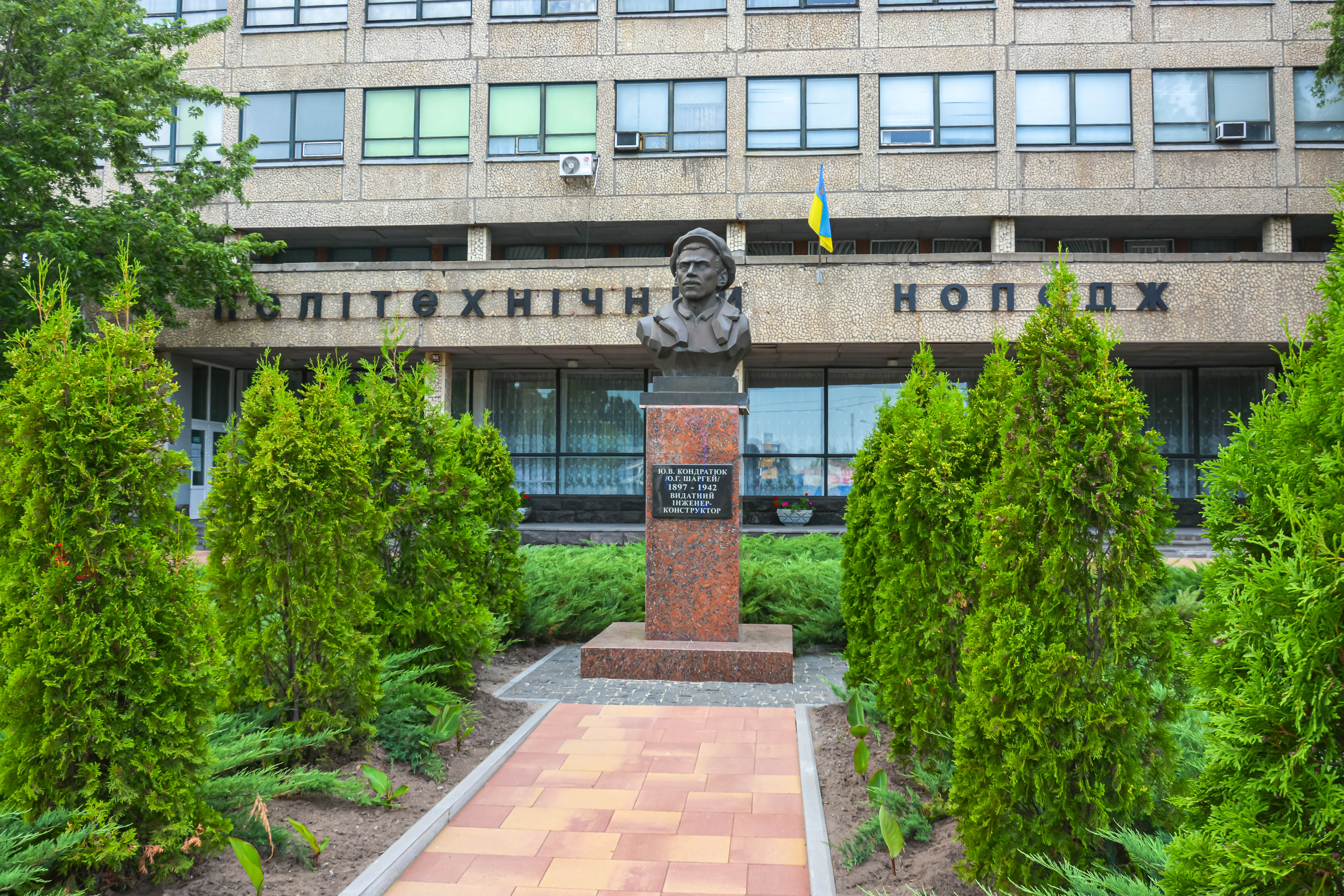
Политехнический колледж

Политехнический колледж Кременчугского национального университета имени Михаила Остроградского, 2 училища, 6 школ, детские сады, Полтавская духовная семинария.

## Архитектура и достопримечательности
Недалеко от Горишних Плавней находятся многочисленные курганные захоронения кочевников, древнейшее из них датируется XLII—XLI веками до н. э.. Также выделяются такие памятники археологии как Дереевское энеолитическое поселение, Компаниевский могильник 3-4 ст. н. э., курганы: «Зозулина могила», «Стогниивська могила»,  «Шведская могила», курганная группа из трех насыпей «Три брата» и другие.

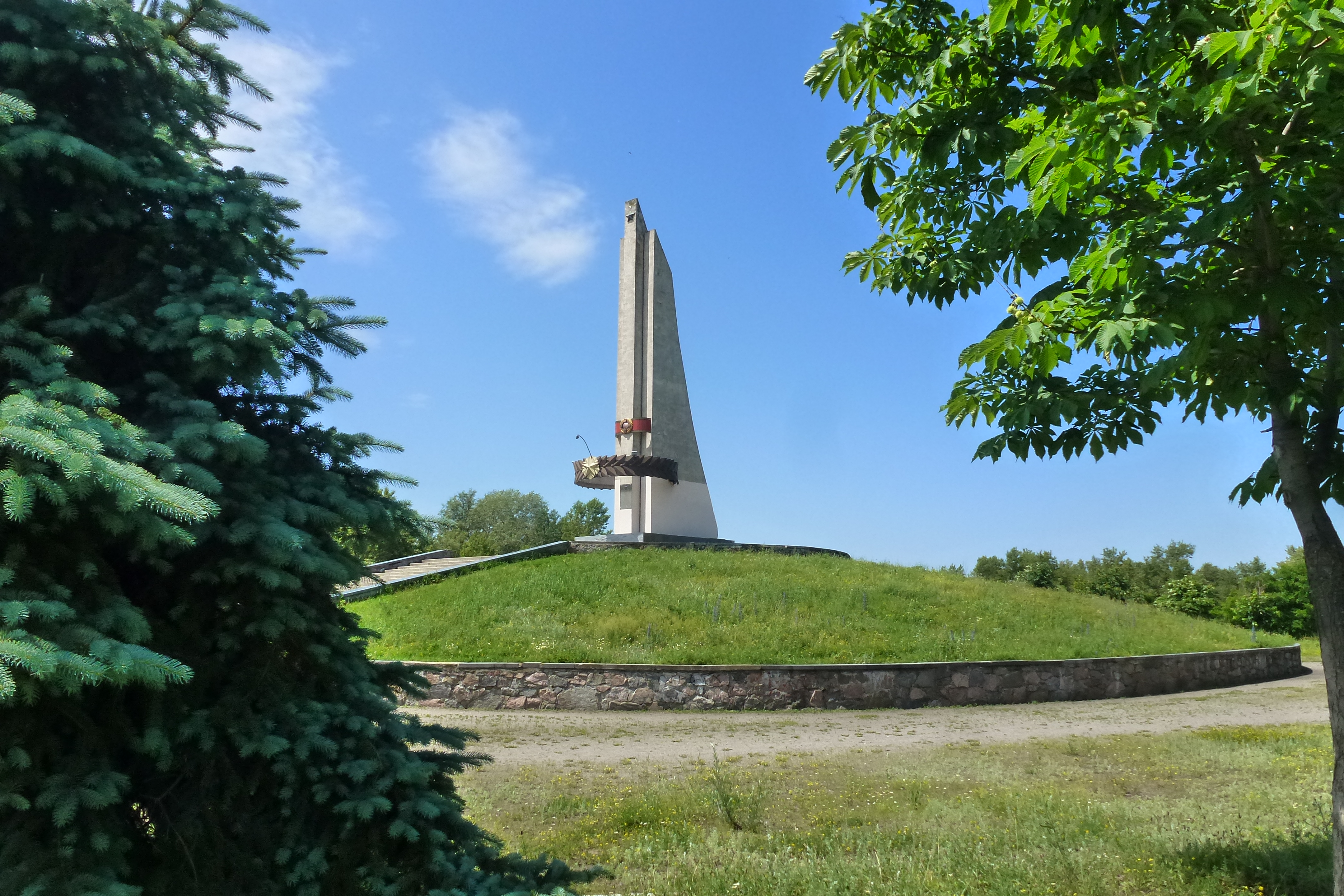
Братская могила советских воинов

В 1967 году по решению Комсомольского поселкового Совета в городе сооружён обелиск «Братская могила советских воинов» и Курган Славы — памятники советским воинам, которые погибли в 1943 году при форсировании Днепра, у подножия которого был зажжён Вечный огонь. 11 октября 1974 года к 30-летию освобождения Украины от фашистских захватчиков здесь был торжественно открыт Обелиск Славы советским армии. На территории города расположены памятники воинам-интернационалистам, первопроходцам — «Первая палатка», бюсты Тараса Шевченко и Юрия Кондратюка.
В 1961 году в центре будущего посёлка, отдавая дань подвигу комсомольцев на Амуре, установили щит с надписью: «Здесь будет сооружён город Комсомольск-на-Днепре».

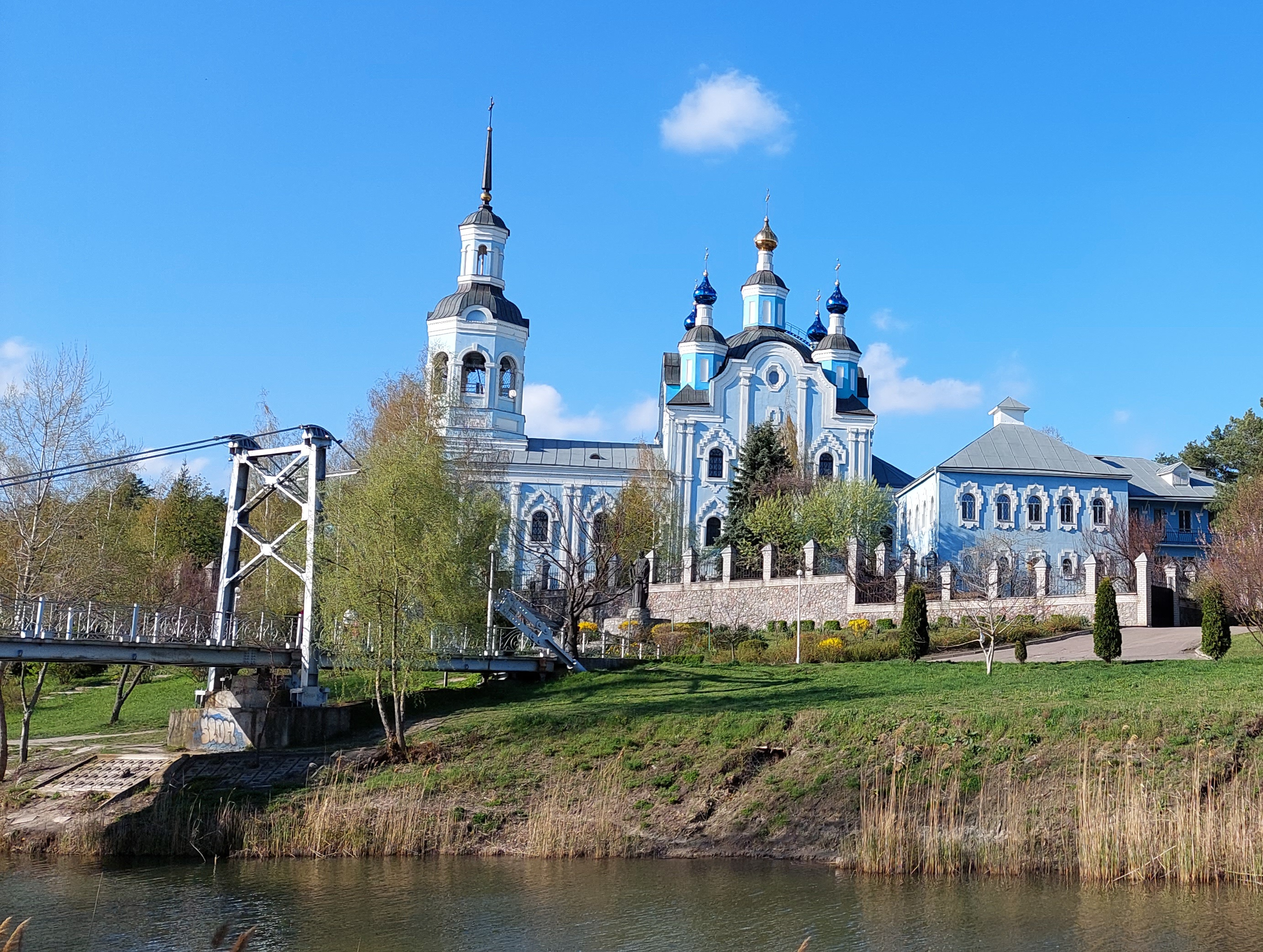
Свято-Николаевский собор

На берегу паркового озера расположен Свято-Николаевский собор и памятник святителю Николаю, архиепископу Мирликийскому, чудотворцу.

## Спорт

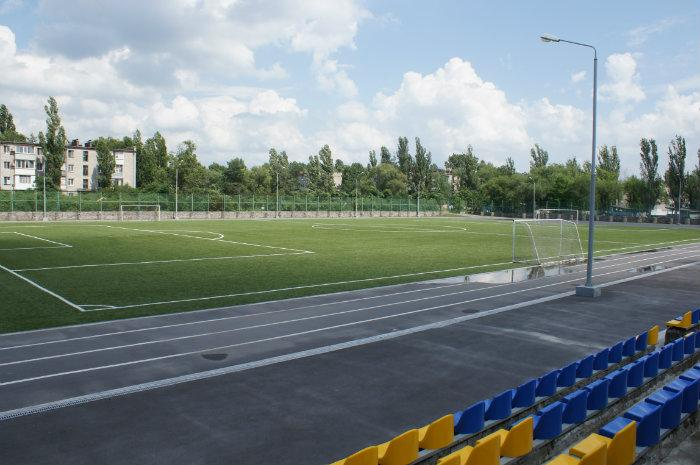
Городской стадион

Для занятия спортом в городе имеются теннисные корты, бассейн, 2 стадиона, яхтклуб, большое количество спортзалов и спортивных площадок.
В городе базируется Футбольный клуб «Горняк-Спорт». Игры проводит на стадионе «Юность» вместимостью 2500 тыс.человек. Победитель Второй Лиги сезона 2013/14, бронзовый призёр Первой Лиги сезона 2014/15.
В городе существует спортивный клуб «Драгонком». Профессиональный клуб гребли на лодках класса «Дракон». Команда клуба принимает активное участие во многих соревнованиях в разных городах Украины, в том числе и в Горишних Плавнях, где ежегодно проводится всеукраинские соревнования по гребле на лодках класса «Дракон» памяти Александра Литвиненко.

## СМИ
В городе издаются газеты «Горняк» (укр. «Гірник»), «Общественная мысль» (укр. «Громадська думка»), «Телеэкспресс» (укр. «Телеекспрес»), «Weekend» и «Комсомольские вести».

## Известные люди
- Амшенникова, Ирина — многократный призёр чемпионатов мира и Европы, чемпионка и рекордсменка Украины по плаванию[16].
- Жеваго, Константин Валентинович — миллиардер, трижды избирался народным депутатом Украины, член Блока Юлии Тимошенко, является владельцем контрольного пакета акций ОАО ПГОК (градообразующее предприятие).
- Чубарева, Ольга Алексеевна —  оперная певица, народная артистка Украины, профессор, доктор философии, солистка Национальной филармонии Украины, лауреат международной премии имени Григория Сковороды, лауреат международных конкурсов, вошла в топ-25 самых красивых оперных певиц мира, автор и продюсер международного проекта «Lady Opera». С отличием окончила два музыкальных ВУЗа , как пианистка и оперная певица. В 11 лет вместе с родителями переехала из Казахстана в г. Комсомольск. Окончила с медалью СШ №3.
- Казаченко, Вадим Геннадиевич — эстрадный артист, певец. Окончил СШ №2 в г. Комсомольск.
- Попов, Александр Павлович — глава Киевской городской государственной администрации, народный депутат Украины 6-го созыва, член Партии Регионов, четырежды избирался городским головой Комсомольска, бывший министр жилищно-коммунального хозяйства Украины (2010).
- Павлик, Виктор Франкович — украинский певец, народный артист Украины. Проживал в Комсомольске с 1982 по 1984, учился в ПТУ №18.
- Сирота, Любовь Макаровна — поэтесса, с 1978 по 1983 жила в городе, работала в горно-металлургическом техникуме, руководила литературным объединением «Поиск».
- Дунец, Виталий Олегович — двукратный чемпион Украины по тайскому боксу, чемпион Украины по фри-файту. Жил в Комсомольске с двухлетнего возраста, в 2005 году окончил здесь среднюю школу №2 с математическим уклоном. С 2008 по 2015 годы Дунец вёл в Комсомольске групповые тренировки по муай тай.

## Города-побратимы
- Славутич
- Унгени
- Рацибужский повет  [17]
- Фридрихсхафен  (сайт города)[18]